# Халил, Ахмед (футболист ОАЭ)
Ахмед Халил Себайт Мубарак аль-Джунайби (араб. أحمد خليل‎; род. 8 июня 1991, Шарджа) — эмиратский футболист, нападающий клуба «Аль-Батаих».

## Биография

### Клубная карьера
Начал заниматься футболом в восемь лет в школе клуба «Аль-Ахли» (Дубай). В середине сезона 2006/07 был включён в первый состав команды. 13 мая 2007 года на 89-й минуте матча против «Аль-Вахды» (4:1) забил свой первый гол за клуб.
В составе «Аль-Ахли» становился трёхкратным чемпионом ОАЭ — в сезонах 2008/09, 2013/14 и 2015/16. Принимал участие в азиатских клубных турнирах и региональных турнирах стран Персидского залива. В 2015 году стал финалистом Лиги чемпионов АФК.

### Карьера в сборной

#### Юношеские и молодёжные сборные
С 15 лет вызывается в юношеские сборные ОАЭ, а в 17 лет впервые вызван в главную сборную. В течение нескольких лет одновременно выступал за три сборные страны — до 20, до 23 лет и национальную.
На Кубке Персидского залива среди 17-летних (2006) стал чемпионом и лучшим бомбардиром с 5 голами. На чемпионате Азии среди 19-летних (2008) стал победителем и лучшим бомбардиром с 4 голами, в том числе забил оба гола в финальном матче против Узбекистана (2:1) и был признан лучшим игроком турнира. На молодёжном чемпионате мира 2009 года стал четвертьфиналистом и автором двух голов.
В 2010 году стал чемпионом и лучшим бомбардиром (5 голов в 4 матчах) Кубка Персидского залива среди 23-летних. Также в 2010 году стал серебряным призёром Азиатских игр в составе олимпийской сборной. На чемпионате Азии 2010 года среди 19-летних стал четвертьфиналистом и забил шесть из семи голов своей команды.
В 2012 году сыграл три матча в футбольном турнире летней Олимпиады в Лондоне, его команда не смогла выйти из группы.
Всего сыграл более 70 матчей за сборные ОАЭ младших возрастов.

#### Национальная сборная
Дебютировал в главной сборной ОАЭ 10 января 2008 года в матче против Китая. 21 января 2009 года забил свой первый гол в ворота сборной Малайзии.
На Кубке Азии 2011 года сыграл во всех трёх матчах, его команда не смогла забить ни одного гола и не вышла из группы. На следующем Кубке Азии, в 2015 году, стал бронзовым призёром и вторым бомбардиром турнира с 4 забитыми мячами — два гола забил на групповой стадии в ворота Катара (4:1), ещё два — в игре за третье место в ворота Ирака (3:2).
В отборочном турнире чемпионата мира 2018 года дважды забивал по четыре мяча за матч — 3 сентября 2015 года в игре с Малайзией (10:0) и 12 ноября 2015 года в матче против Восточного Тимора (8:0). По состоянию на февраль 2017 года лидирует в споре бомбардиров отборочного турнира с 15 голами.
В 2019 году включён в состав сборной на домашний Кубок Азии. Забил первый гол своей сборной с пенальти в матче открытия против сборной Бахрейна Этот гол позволил команде отыграться и свести игру вничью. В матче 1/8 финала против сборной Кыргызстана Ахмед вновь отличился голом на 103 минуте игры с пенальти. Этот мяч позволил ОАЭ победить 3:2 в дополнительное время и выйти в четвертьфинал.

## Достижения
В 2015 году был признан футболистом года в Азии.

## Личная жизнь
Отец Ахмеда, Халил Себайт, тоже был профессиональным футболистом, выступал в Кувейте. Четыре брата Ахмеда тоже занимались футболом, один из них — Файсал Халил — выступал за сборную страны.